# 1-й Сетуньский проезд
1-й Се́туньский прое́зд (до 25 января 1952 года — 1-й переу́лок За́городного двора́ Воспита́тельного до́ма) — проезд, расположенный в Западном административном округе города Москвы на территории района Раменки.

## История
Проезд получил современное название по расположению в долине реки Сетунь. До 25 января 1952 года проезд, возникший в XIX веке, назывался 1-й переу́лок За́городного двора́ Воспита́тельного до́ма по находившейся здесь загородной даче (двору) Николаевского сиротского женского училища.

## Расположение
1-й Сетуньский проезд проходит от Воробьёвского шоссе на север параллельно Третьему транспортному кольцу и поворачивает на северо-запад, далее продолжается как 4-й Сетуньский проезд. С юго-запада к нему примыкает 2-й Сетуньский проезд. Южная часть проезда включена в транспортную развязку Третьего транспортного кольца, Воробьёвского шоссе, Бережковской набережной и улицы Потылиха. Нумерация домов начинается от Воробьёвского шоссе.

## Примечательные здания и сооружения
По нечётной стороне:
По чётной стороне:
- № 16/2 — 25-этажный жилой дом с монолитным ядром жёсткости (1970—1974, архитекторы Е. Н. Стамо и О. Г. Кедреновский)[3]

## Транспорт

### Автобус
- 791: Киевский вокзал — 4-й Сетуньский проезд
- с249: Стадион «Лужники» — 4-й Сетуньский проезд
- П209: Матвеевское — 4-й Сетуньский проезд (временный маршрут на период ремонта поликлиники)[4]

### Метро
- Станция метро «Спортивная» Сокольнической линии и станция Лужники Московского центрального кольца — юго-восточнее улицы, на улице Хамовнический Вал